# Patkovina
Patkovina je naseljeno mjesto u sastavu općine Foča, Republika Srpska, BiH. Nije popisana kao samostalno naselje na popisu 1961., jer je nastala 1962. spajanjem Handića sa Žikovcima. (Sl.list NRBiH, br.47/62).
Nalazi se uz rijeku Drinu.

## Stanovništvo
| Patkovina          |              |              |              |
| godina popisa      | 1991.        | 1981.        | 1971.        |
| Muslimani          | 420 (70,00%) | 230 (58,22%) | 169 (62,82%) |
| Srbi               | 165 (27,50%) | 112 (28,35%) | 97 (36,05%)  |
| Hrvati             | 1 (0,16%)    | 0            | 0            |
| Jugoslaveni        | 13 (2,16%)   | 50 (12,65%)  | 0            |
| ostali i nepoznato | 1 (0,16%)    | 3 (0,75%)    | 3 (1,11%)    |
| ukupno             | 600          | 395          | 269          |